# بيتري إيفان
بيتري إيفان هو لاعب كرة قدم روماني، ولد في 26 نوفمبر 1946 في بوخارست في رومانيا.